# 倉敷ケーブルテレビ
株式会社倉敷ケーブルテレビ（くらしきケーブルテレビ）は、岡山県倉敷市に本社を置くケーブルテレビを主な事業とする企業。現在はTOKAIケーブルネットワークの子会社で、同社の親会社であるTOKAIホールディングスの連結子会社である。略称はKCT。

## 概要
倉敷ケーブルテレビは岡山県南部の倉敷市（玉島地区全域及び船穂地区の一部を除く）・玉野市・総社市・早島町・岡山市南区の一部をエリアとする岡山県内最大のケーブルテレビ局である。1984年に水島有線テレビ（みずしまゆうせんテレビ）として設立し開局、1986年に現在の社名に商号変更。経営難となった1993年2月にエルシーブイ（LCV）の完全子会社となって再生を果たした。
エフエムくらしきと同じく倉敷市内のケーブルテレビ局である玉島テレビと共に倉敷コミュニティ・メディア（KCM）を結成している。
2005年11月には、災害等が発生した時に自動的に電源が入り、災害情報等を伝える「緊急告知FMラジオ」をエフエムくらしきと共同で開発した。
また、現本社（KCT情報センター）からの放送を開始した2007年3月1日から、中国地方のケーブルテレビ局では初めて、自主制作番組のハイビジョン放送を配信している。
2009年12月4日に当時の筆頭株主だったぎょうせいが保有するKCTの株式をビック東海（現在のTOKAIコミュニケーションズ）が取得し、同社の子会社となり、同社の親会社であるTOKAIの連結子会社となった。2011年4月1日にTOKAIとビック東海の共同持株会社、TOKAIホールディングス設立に伴い、同社の連結子会社となった。

## サービスエリア
全エリア、テレビ・インターネット・電話に対応。一部地域のサービスは下記に記載。
- 本社 - 倉敷市（倉敷・水島地区、船穂地区の一部）、都窪郡早島町
- 児島支局 - 倉敷市（児島地区）、岡山市（南区灘崎町植松）
- 総社支局 - 総社市、倉敷市（真備地区）
- 玉野支局 - 玉野市

## 主な放送チャンネル

### 地上波系列別再送信局
| NHK-G   | NHK-E   | NNN/NNS    | ANN          | JNN         | TXN            | FNN/FNS  | JATIS      |
| ------- | ------- | ---------- | ------------ | ----------- | -------------- | -------- | ---------- |
| NHK岡山 | NHK岡山 | 西日本放送 | 瀬戸内海放送 | RSK山陽放送 | テレビせとうち | 岡山放送 | サンテレビ |

| NHK-FM  | JFN                               | JFL   | コミュニティFM               |
| ------- | --------------------------------- | ----- | ---------------------------- |
| NHK岡山 | FM岡山 FM香川 Kiss FM KOBE FM大阪 | FM802 | FMくらしき Radio MOMO FM Sun |

### 再送信・パススルー局 一覧
(横線を引いてあるのは送信終了した局です。)
| デジタル（ID） | 放送局                                   |
| -------------- | ---------------------------------------- |
| D011(1)        | NHK岡山総合                              |
| D021(2)        | NHK岡山教育(Eテレ)                       |
| D031(3)        | サンテレビ(SUN)                          |
| D041(4)        | 西日本放送(RNC)                          |
| D051(5)        | 瀬戸内海放送(KSB)                        |
| D061(6)        | 山陽放送(RSK)                            |
| D071(7)        | テレビせとうち(TSC)                      |
| D081(8)        | 岡山放送(OHK)                            |
| D111(11)       | KCT11 サブちゃん                         |
| D112(11)       | KCT11 お天気チャンネル                   |
| D121(12)       | KCT12 コミちゃん                         |
| D122(12)       | KCT12 倉敷市広報ch＆ショップチャンネル   |
| BS101・102     | NHK BS                                   |
| BS141-143      | BS日テレ                                 |
| BS151-153      | BS朝日                                   |
| BS161-163      | BS-TBS                                   |
| BS171-173      | BSテレ東                                 |
| BS181-183      | BSフジ                                   |
| BS191          | WOWOWプライム                            |
| BS192          | WOWOWライブ                              |
| BS193          | WOWOWシネマ                              |
| BS200          | BS10                                     |
| BS201          | BS10スターch                             |
| BS211          | BS11                                     |
| BS222          | BS12 トゥエルビ                          |
| BS260          | J:COM BS                                 |
| BS265          | BSよしもと                               |
| BS4K 101       | NHK BSプレミアム4K                       |
| BS4K 141       | BS日テレ 4K                              |
| BS4K 151       | BS朝日 4K                                |
| BS4K 161       | BS-TBS 4K                                |
| BS4K 171       | BSテレ東 4K                              |
| BS4K 181       | BSフジ 4K                                |
| BS4K 211       | ショップチャンネル 4K                    |
| BS4K 221       | 4K QVC                                   |
| C401           | satonoka 4K                              |
| C409           | スカイA                                  |
| C410           | J SPORTS 3 HD                            |
| C412           | GAORASPORTS                              |
| C413           | J SPORTS 1 HD                            |
| C414           | J SPORTS 2 HD                            |
| ⭐︎C415         | J SPORTS 4 HD                            |
| C417           | ゴルフネットワーク                       |
| C418           | 日テレジータス                           |
| C420           | ムービープラス HD                        |
| C421           | 日本映画専門チャンネル                   |
| ⭐︎C423         | V☆パラダイス                             |
| C425           | 東映チャンネル                           |
| ⭐︎C426         | 衛星劇場                                 |
| C430           | ファミリー劇場 HD                        |
| C431           | スーパー!ドラマTV                        |
| C433           | Dlife                                    |
| C434           | 時代劇専門チャンネル                     |
| C435           | LaLa TV HD                               |
| C438           | TBSチャンネル1                           |
| C439           | TBSチャンネル2                           |
| C440           | カートゥーンネットワーク                 |
| C441           | アニマックス                             |
| C442           | キッズステーション                       |
| ⭐︎C445         | テレ朝チャンネル1                        |
| C448           | チャンネル銀河 HD                        |
| C450           | CNNj                                     |
| C451           | 日経CNBC                                 |
| C452           | 日テレNEWS24                             |
| C454           | TBS NEWS                                 |
| C456           | ディスカバリーチャンネル HD              |
| C459           | ナショナルジオグラフィック               |
| C461           | MUSIC ON! TV                             |
| C462           | スペースシャワーTV                       |
| C463           | MTV                                      |
| C470           | 囲碁・将棋チャンネル                     |
| C471           | ショップチャンネル                       |
| C472           | QVC                                      |
| C473           | ジュエリー⭐︎GSTV                         |
| C476           | 釣りビジョン                             |
| C481           | フジテレビTWO                            |
| C482           | フジテレビONE                            |
| ⭐︎C483         | フジテレビNEXT HD                        |
| ⭐︎C485         | グリーンチャンネル1                      |
| ⭐︎C486         | グリーンチャンネル2                      |
| ⭐︎C487         | レジャーチャンネル                       |
| C502           | 児島ボートレース                         |
| C503           | 玉野けいりん                             |
| ⭐︎C505         | KNTV HD                                  |
| ⭐︎C506         | Mnet HD                                  |
| ⭐︎C510         | タカラヅカ・スカイ・ステージ             |
| C511           | Oniビジョン （Oniビジョン・チャンネル4） |
| C512           | 玉野市回覧板チャンネル                   |
| C513           | 総社市回覧板チャンネル                   |
| C514           | 倉敷市広報チャンネル                     |
| C521           | お天気チャンネル                         |
| C533           | KCT 333Ch                                |

- 2015年3月10日 13:00以降[2]
- デジタル放送は日本デジタル配信の地上光ネットワークを使用している。以前はi-HITSを使用していた。
- 地上デジタルテレビジョン放送はパススルー方式のため、地上デジタル対応テレビまたはチューナーであれば視聴可能。
  - ただしサンテレビについてはチャンネルは割り当てられているものの区域外再放送についての協議の結果、本放送は同年3月17日に再開した。

### ラジオ局
| アナログ （MHz） | デジタル | 放送局       |
| ---------------- | -------- | ------------ |
| 78.1             |          | Kiss FM KOBE |
| 79.0             |          | Radio MOMO   |
| 79.7             |          | FM香川       |
| 81.2             |          | FM Sun       |
| 81.7             |          | FM岡山       |
| 82.8             |          | FMくらしき   |
| 83.7             |          | FM802        |
| 84.7             |          | FM大阪       |
| 85.7             |          | NHK岡山FM    |

FM COCOLO・FM815の再送信は行われていない。

## 電話サービス
- ケーブルプラス電話（ KDDIとの業務提携により提供する固定電話サービス）

## 関連会社
- ぎょうせい - かつての筆頭株主
- エルシーブイ（LCV）
- テレビ津山 - 2018年2月に連結子会社化[3]